# Drosophila pseudobocainensis
Drosophila pseudobocainensis este o specie de muște din genul Drosophila, familia Drosophilidae, descrisă de Wheeler și Magalhaes în anul 1962. Conform Catalogue of Life specia Drosophila pseudobocainensis nu are subspecii cunoscute.